# Gabriel Ruhumbika
Gabriel Ruhumbika (* 1938 in Ukerewe, Tansania) ist ein tansanischer Schriftsteller, Literaturprofessor und Übersetzer.
Ruhumbika studierte an der Makerere-Universität in Uganda und erhielt seinen Ph.D. an der Universität Paris IV in Frankreich. Er lehrte an mehreren Universitäten, unter anderem an der University of Dar es Salaam (1970–1985) und an der Hampton University in den Vereinigten Staaten (1985–1992).
Seit 1992 ist er Professor für Komparatistik an der University of Georgia. 

## Werke
- Village in Uhuru, 1969
- Miradi Bubu ya Wazalendo, 1991
- Janga Sugu la Wazawa, 2002